# パレ・ル・モニアル
パレ・ル・モニアル（仏: Paray-le-Monial）はブルゴーニュ＝フランシュ＝コンテ地域圏ソーヌ＝エ＝ロワール県にある都市。

## 人口統計
| 1793年 | 1886年 | 1921年 | 1926年 | 1931年 | 1954年 | 1962年 | 1968年 | 1975年 | 1982年 | 1990年 | 1999年 | 2010年 | 2016年 |
| ------ | ------ | ------ | ------ | ------ | ------ | ------ | ------ | ------ | ------ | ------ | ------ | ------ | ------ |
| 2635   | 4015   | 5302   | 6469   | 7135   | 8499   | 9557   | 10716  | 11545  | 10639  | 9859   | 9191   | 9107   | 9160   |

source = Cassini INSEE

## 観光
- サクレ・クール寺院 - 10世紀のロマネスク様式のバジリカ聖堂[2]。

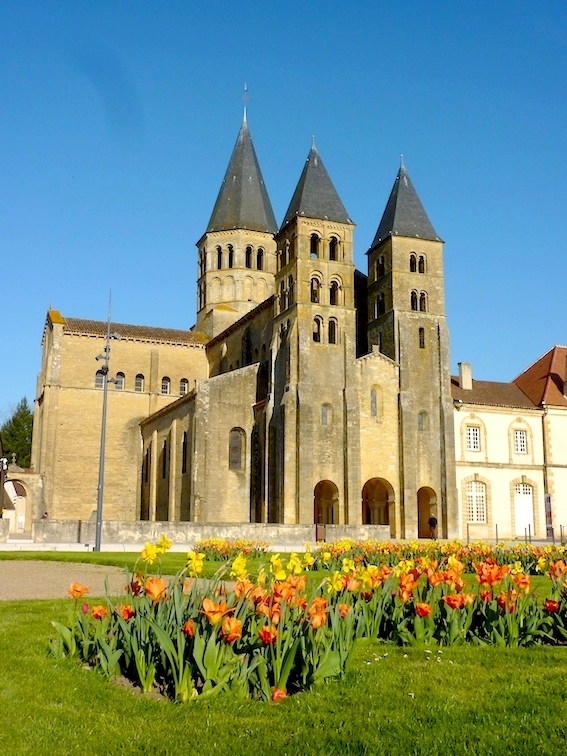
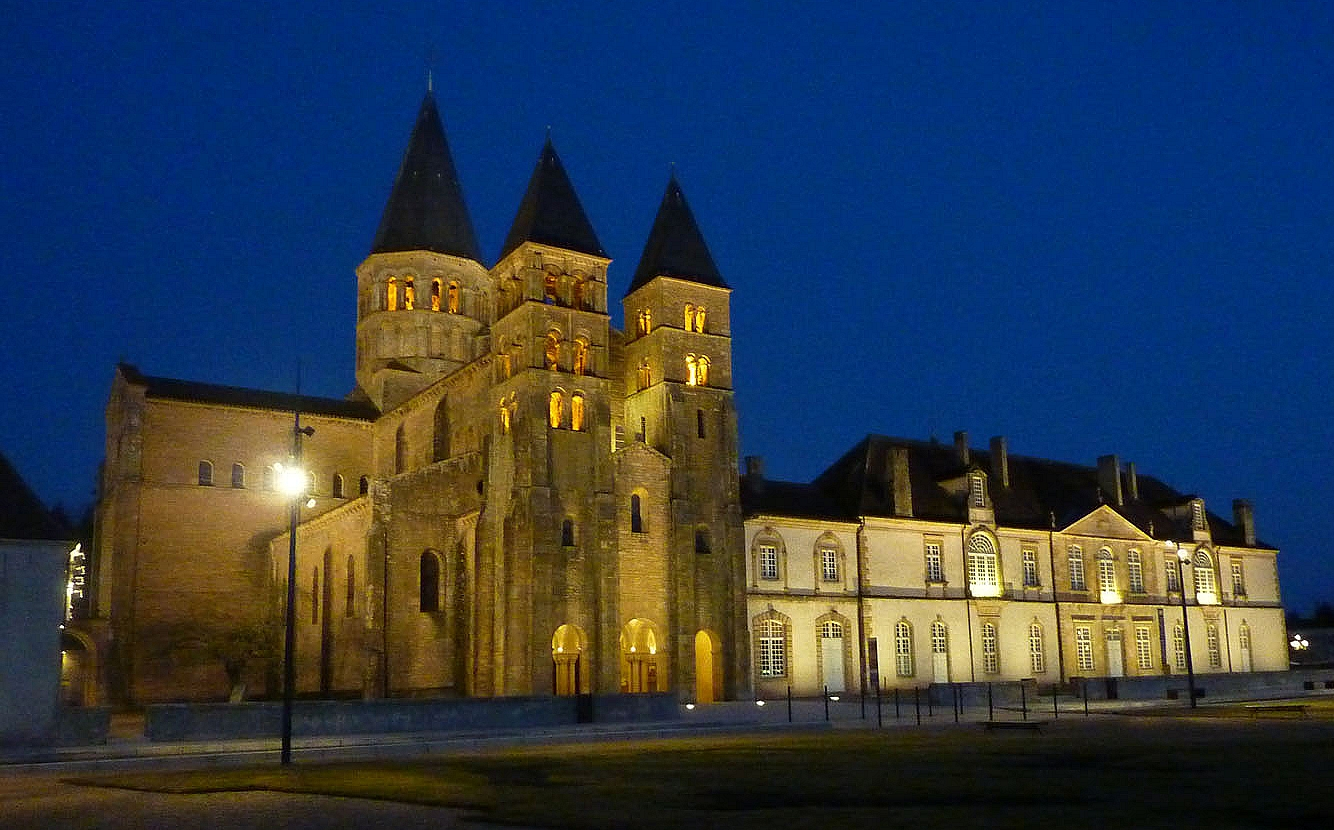
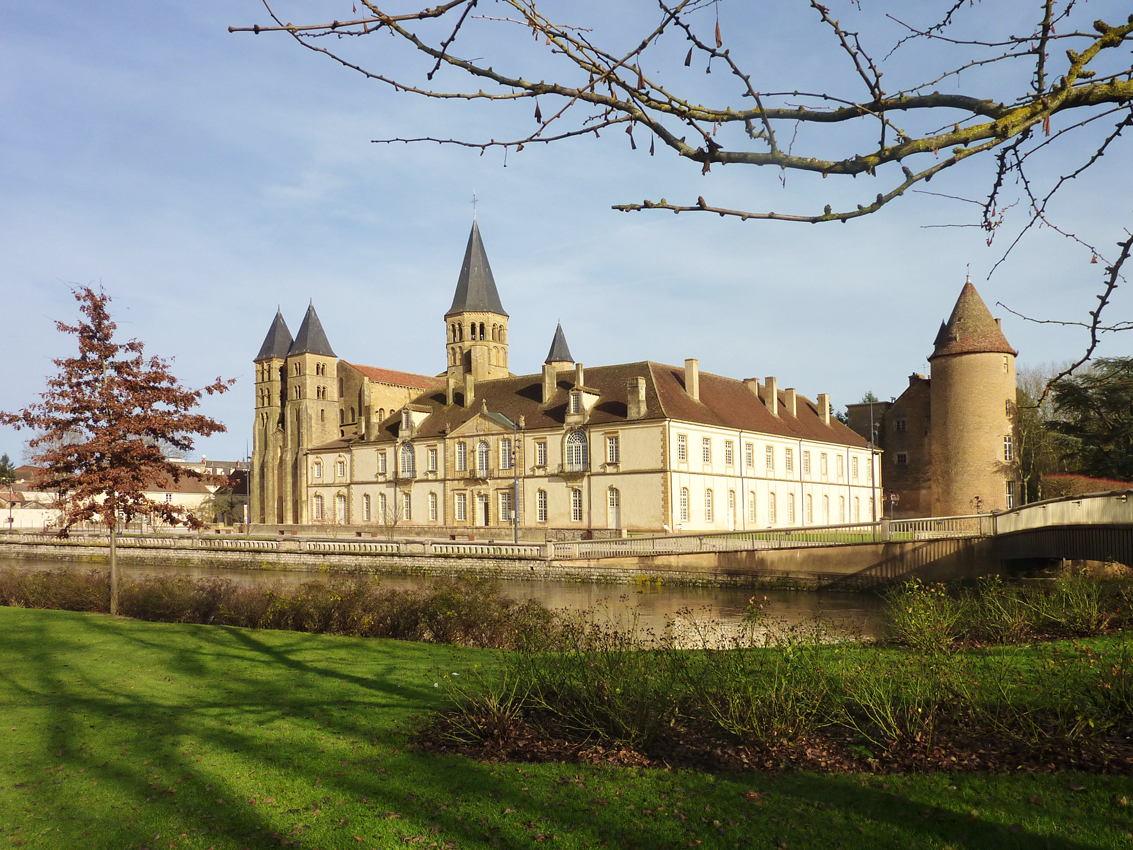
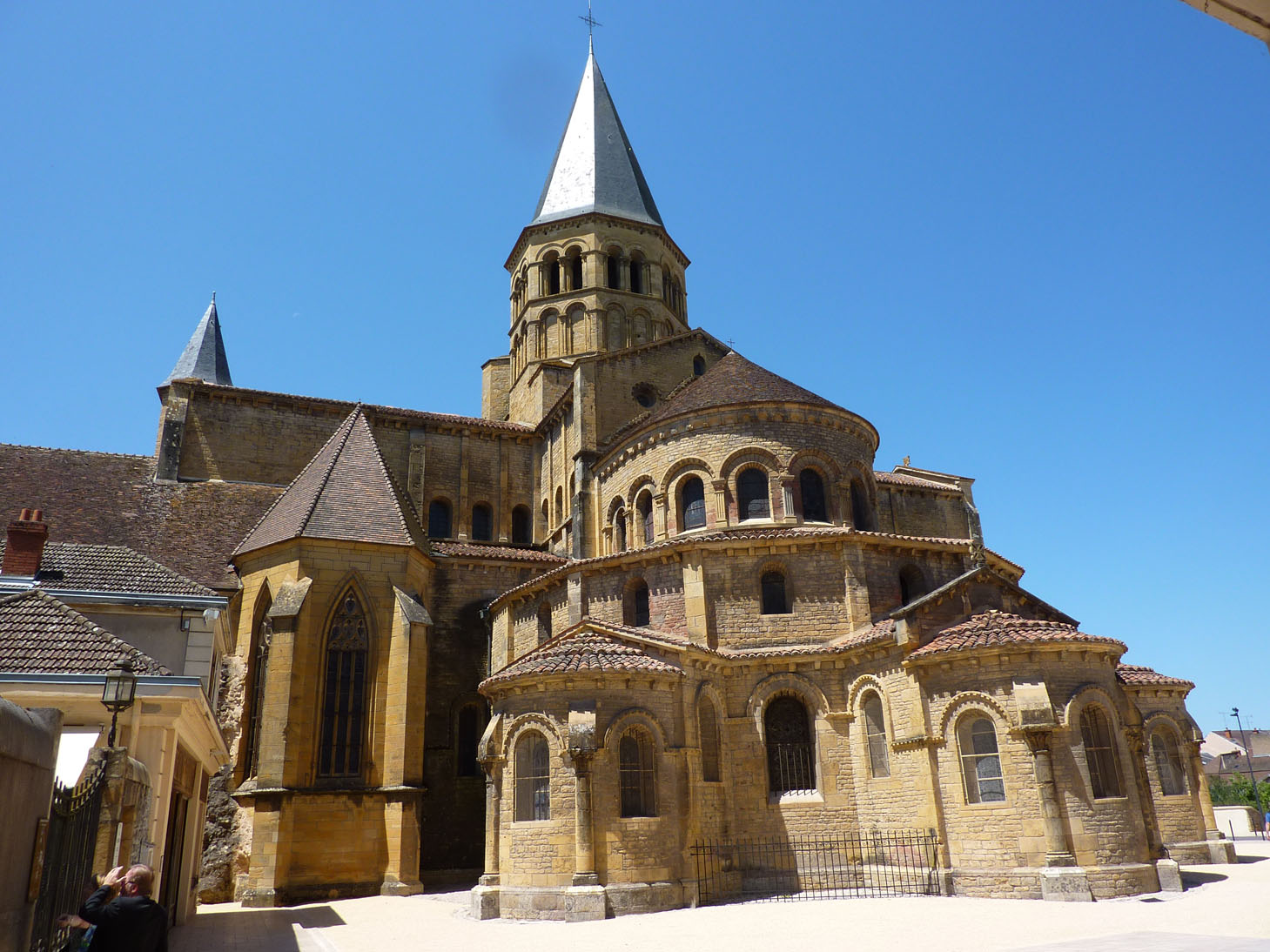
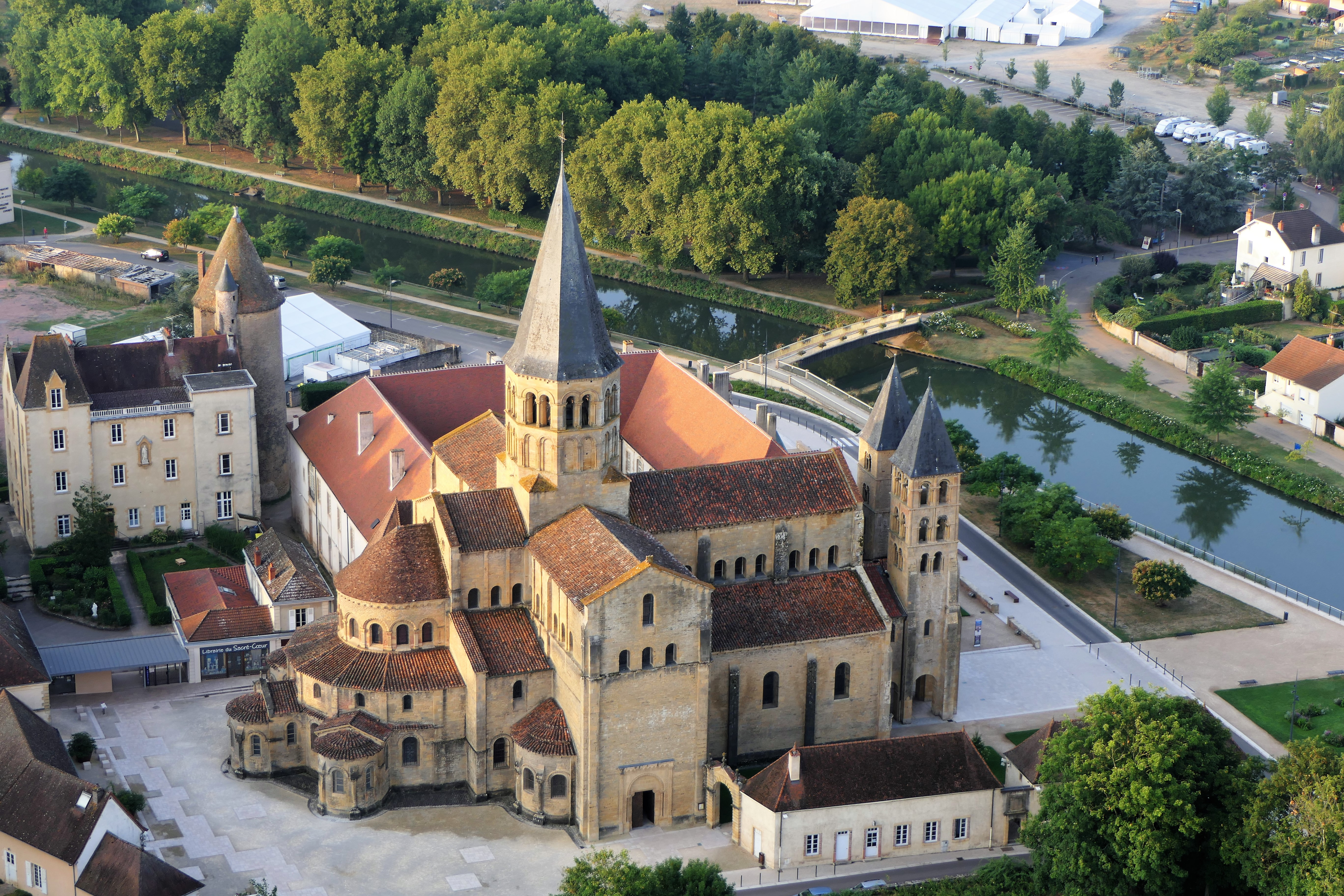

## 姉妹都市
- バート・デュルクハイム （ドイツ 1966年から）
- ウェルズ （イギリス 1979年から）
- パイェルヌ （スイス 1985年から）
- ベツレヘム （パレスチナ国 2003年から）
- 石嘴山市 （中華人民共和国 2013年から）

## ギャラリー

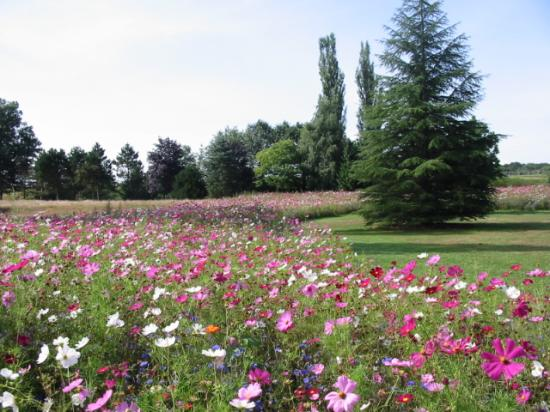
公園
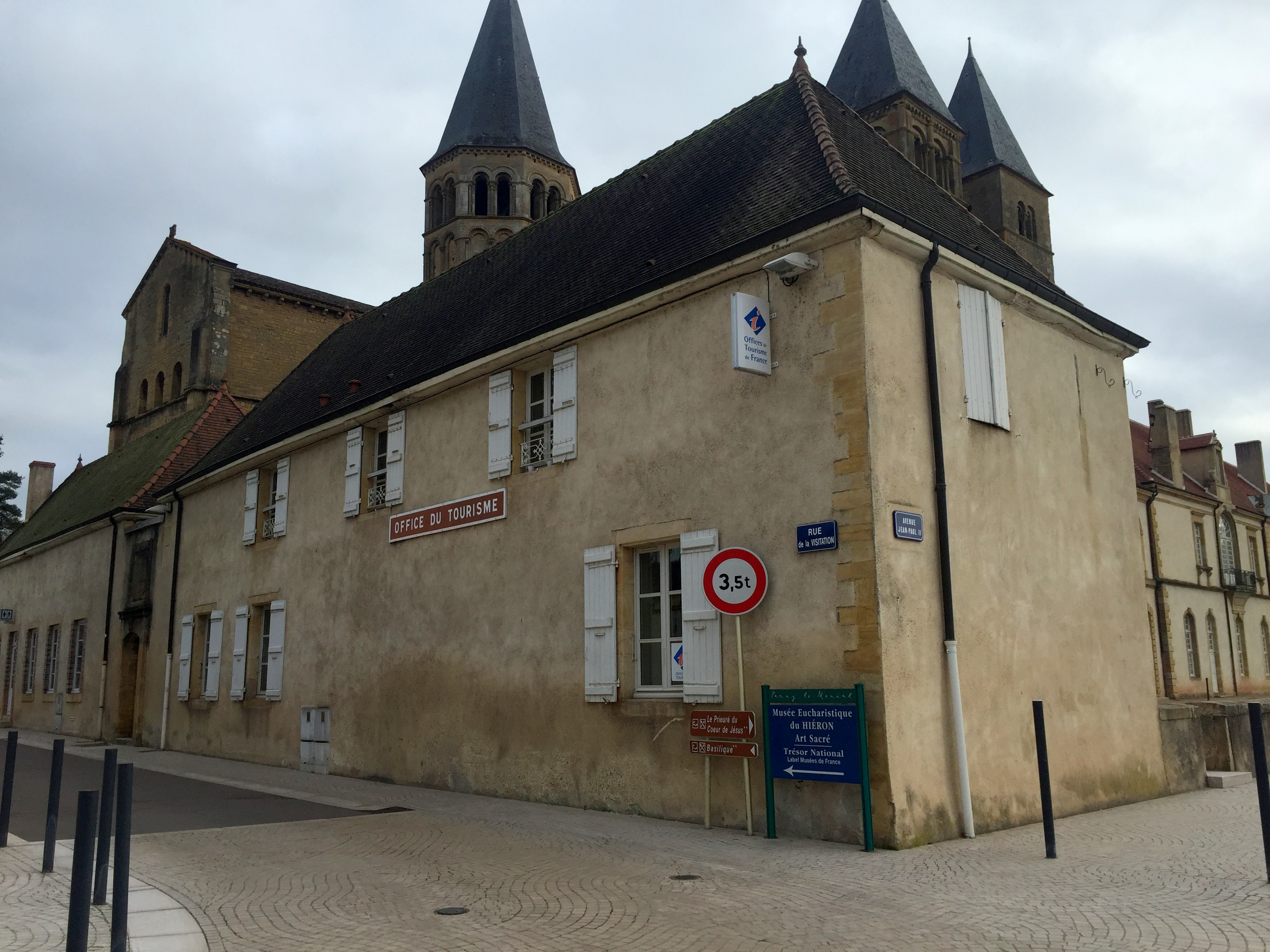
ビジターセンター
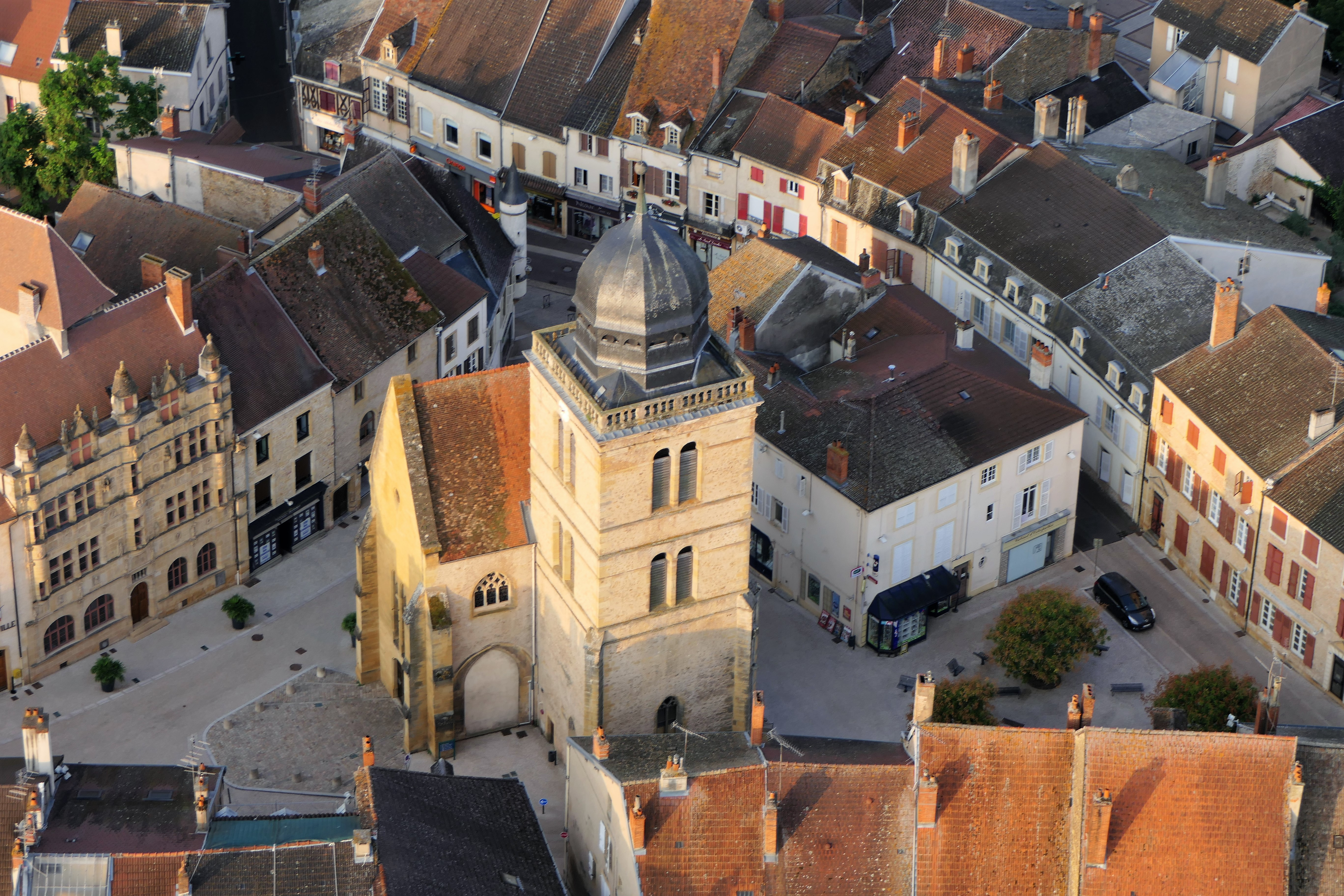
都心
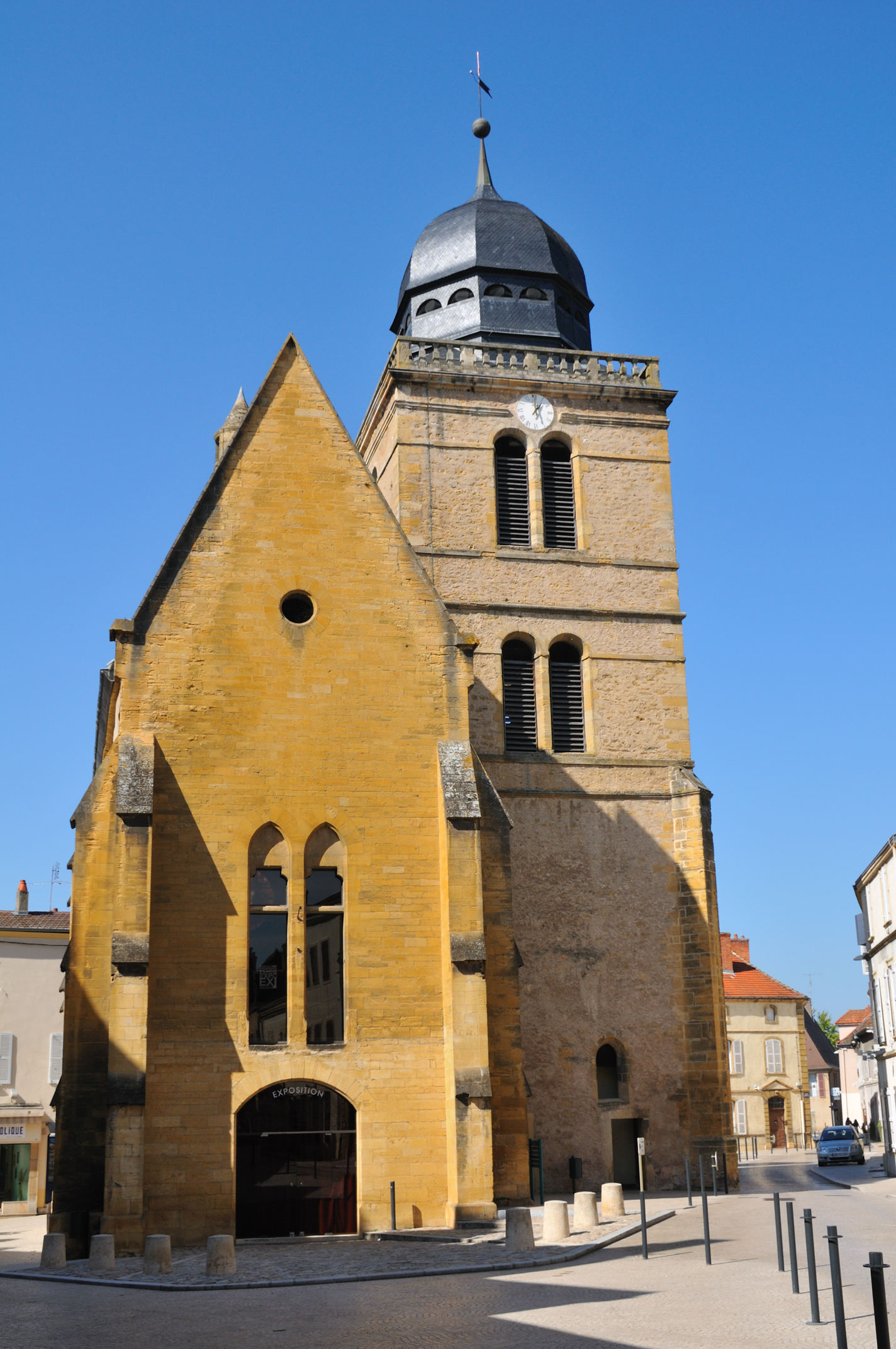
サン＝ニコラ塔
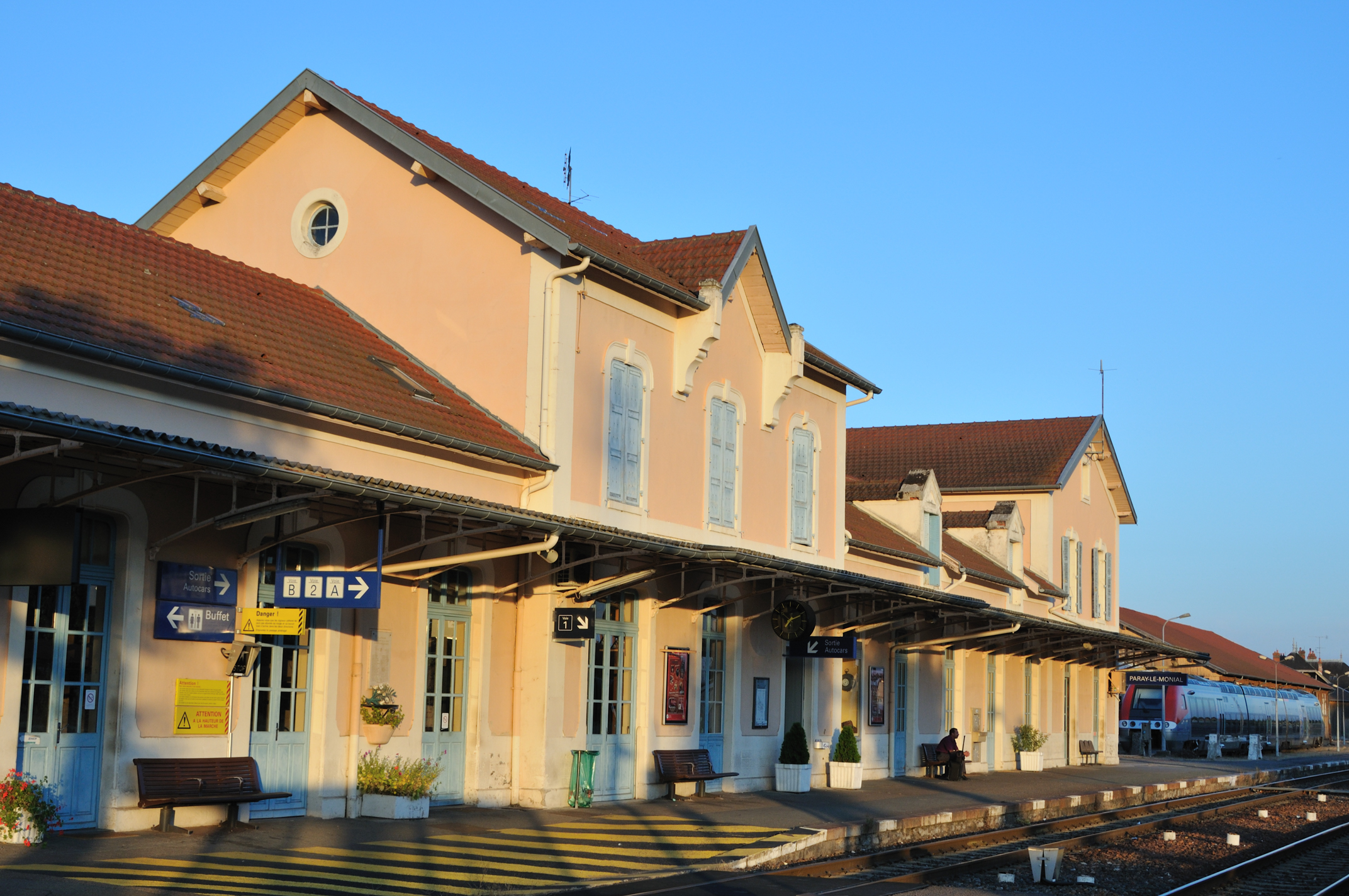
パレ・ル・モニアル駅